# Heidi Løke
Heidi Løke (Tønsberg, 1982. december 12. –) egyszeres olimpiai aranyérmes, egyszeres olimpiai bronzérmes, kétszeres világbajnoki aranyérmes, egyszeres világbajnoki bronzérmes, négyszeres Európa-bajnoki aranyérmes és egyszeres Európa-bajnoki ezüstérmes norvég válogatott kézilabdázó, beálló. Kluberedmények tekintetében az egyik legkiemelkedőbb norvég női kézilabdázó; EHF Kupagyőztesek Európa Kupája ezüstérmes, ötszörös Bajnokok Ligája-győztes. Nemzeti csapatának színeiben négy aranyérmet szerzett kézilabda-Európa-bajnokságon és két aranyat, egy bronzot kézilabda-világbajnokságon. A világ legjobb kézilabdázónőjének választották 2011-ben. Jelenleg a Larvik HK játékosa.

## Pályafutása

### Klubcsapatokban
Løke 10 évesen kezdett kézilabdázni, a norvég Gjerpen IF csapatában, ahol felnőtt pályafutása is elindult. Innen került a szintén norvég Larvik HK és a Runar IL, majd a dán Aalborg DH csapataiba. 2008-ban a dániai kitérőt követően visszatért a Larvikhoz. A következő két esztendőben a norvég gólkirályi és a bajnokság legjobb játékosának járó elismerést is bezsebelte. Klubja pedig megnyerte a norvég női kézilabda-bajnokságot és a norvég Liga Kupát is. Első évében a EHF-kupagyőztesek Európa-kupája sorozatban ezüstérmes lett, 2010-ben EHF-bajnokok ligája elődöntőig jutott a Larvikkal, 2011-ben pedig már meg is nyerte azt.
2010. november 29-én már az a hír járta, hogy alá fogja írni a magyar top csapathoz, a Győri Audi ETO KC-hoz, de Løke nem kívánta kommentálni a spekulációkat, amíg a közelgő Európa-bajnokság véget nem ér. Néhány héttel később, december 31-én bejelentette, hogy mindenben megállapodott a Győr csapatával, ahová kétéves szerződés köti majd. Nem sokkal Győrbe szerződése után a Larvik elbocsátotta vezetőedzőjét, Karl Erik Bøhn-t, aki kedvesét követve Magyarországra jött, s a magyar válogatott szövetségi kapitánya lett, sőt egy rövid ideig a Győri Audi ETO KC vezetőedzőjeként is dolgozott. A 2012-es Európa-bajnokságon a magyar-norvég elődöntő mérkőzés előtt hozta nyilvánosságra, hogy külön költöztek egymástól. A győri csapattal több magyar bajnoki és kupagyőzelmet szerzett, valamint tagja volt a 2013-ban története első Bajnokok ligája győzelmét elérő csapatnak.

### Nemzetközi karrier
Løke 2006. április 7-én debütált a norvég nemzeti csapatban Magyarország ellen. Tagja volt annak norvég csapatnak, amely aranyérmet szerzett a 2008-as Európa-bajnokságon Macedóniában és amely 2009-ben, bronzérmes lett a kézilabda-világbajnokságon Pekingben. 2010-ben az Európa-bajnokságon már sikerült megnyernie az aranyérmet, Løkét pedig beválasztották a torna All-Star csapatába. A következő évben, a kézilabda-világbajnokságon megismételte ezt a sikert, az aranyérmet is begyűjtötte, és a helyet is újra kivívta az All-Star csapatba.

## Személyes
Heidi nem az egyetlen hivatásos kézilabdázó a Løke családban. Bátyja, Frank Løke a TuS Nettelstedt-Lübbecke és a Norvégia erőssége, húga, Lise szintén a norvég első osztályban kézilabdázik.
A 2012-es női kézilabda-Európa-bajnokság előtt szakított addigi partnerével, Karl Erik Bøhn kézilabdaedzővel.
2016 novemberében bejelentette, hogy gyermeket vár, így pályafutását szünetelteti.
2021 októberében nyilvánosságra hozta, hogy a harmadik gyermekét várja.

## Eredmények
- Norvég bajnokság:
  - Győztes: 2001, 2002, 2009, 2010, 2011

- Norvég Kupa:
  - Győztes: 2009, 2010, 2011

- Magyar bajnokság
  - Győztes: 2012, 2013, 2014, 2016

- Magyar Kupa:
  - Győztes: 2012, 2013, 2014, 2015, 2016

- EHF-bajnokok ligája:
  - Győztes: 2011, 2013, 2014, 2017, 2021

- Kupagyőztesek Európa-kupája:
  - Döntős: 2009

- Világbajnokság:
  - Győztes: 2011, 2015
  - Bronzérmes: 2009

- Európa-bajnokság:
  - Győztes: 2008, 2010, 2014
  - Ezüstérmes: 2012

## Díjai, elismerései
- Eliteserien gólkirály: 2009, 2010, 2011
- EHF-bajnokok ligája gólkirály: 2011
- Európa-bajnokság All-Star játékosa: 2010, 2012, 2014
- Világbajnokság All-Star játékosa: 2011, 2015
- A világ legjobb kézilabdázója: 2011[8]

## Külső hivatkozások
- Heidi Løke a europamester.dk-n